# Осипов, Александр Архипович
Александр Архипович Осипов (1912—1963) — майор Рабоче-крестьянской Красной Армии, участник Великой Отечественной войны, Герой Советского Союза (1943).

## Биография
Александр Осипов родился 10 сентября 1912 года в селе Слобода Жарковка (ныне — в черте города Кирсанова Тамбовской области). После окончания семи классов школы работал на элеваторе. В 1935—1937 годах проходил службу в Рабоче-крестьянской Красной Армии. В июле 1941 года Осипов повторно был призван в армию. В том же году он окончил Тамбовское пехотное училище. С апреля 1942 года — на фронтах Великой Отечественной войны.
К сентябрю 1943 года капитан Александр Осипов командовал батальоном 229-го стрелкового полка, 8-й стрелковой дивизии, 15-го стрелкового корпуса, 13-й армии, Центрального фронта. Отличился во время освобождения Украинской ССР. В сентябре 1943 года батальон Осипова успешно переправился через Десну к юго-западу от Чернигова, а затем и через Припять к северу от деревни Кошевка, Чернобыльского района, Киевской области, захватив плацдармы и успешно удержав их до переправы основных сил.
Указом Президиума Верховного Совета СССР от 16 октября 1943 года за «образцовое выполнение боевых заданий командования на фронте борьбы с немецкими захватчиками и проявленные при этом мужество и героизм» капитан Александр Осипов был удостоен высокого звания Героя Советского Союза с вручением ордена Ленина и медали «Золотая Звезда» за номером 1216.
После окончания войны в звании майора Осипов был уволен в запас. Проживал и работал в Тамбове. Умер 18 августа 1963 года, похоронен в Тамбове.

## Награды
Был также награждён орденами Отечественной войны 2-й степени и Красной Звезды, рядом медалей.